# Nemastoma schuelleri
Espèce
Nemastoma schuelleri est une espèce d'opilions dyspnois de la famille des Nemastomatidae.

## Distribution
Cette espèce est endémique d'Autriche.  Elle se rencontre dans le Land de Salzbourg.

## Description
Le mâle holotype mesure 1,75 mm, les mâles mesurent de 1,75 à 1,9 mm et les femelles de 1,95 à 2,2 mm.

## Systématique et taxinomie
Cette espèce a été décrite par Gruber et Martens en 1968.

## Étymologie
Cette espèce est nommée en l'honneur de Leopold Schüller (1901-1966).

## Publication originale
- Gruber & Martens, 1968 : « Morphologie, Systematik und Ökologie der Gattung Nemastoma C. L. Koch (s. str.) (Opiliones, Nemastomatidae). » Senckenbergiana biologica, vol. 49, no 2, p. 137–172.